# Sidzso
A szidzso (hangul:  시조, sidzso, RR: sijo) a Korjo (Goryeo)-korban megjelent, a Csoszon (Joseon)-dinasztia idején is népszerű koreai költői forma. Általában háromsoros, összesen 41-50 szótagból álló, rím nélküli költemény, mely eredetileg énekvers volt, és a név maga is egy dallamfajtát jelöl. Valószínűleg a 13. század végén, más források szerint a 14.-15. század fordulóján keletkezett, eredetileg kínai írásjegyekkel írták, illetve szájról-szájra terjedt, majd az 1900-as években hangullal jegyezték le őket. Mivel a kínai nyelvvel ellentétben a koreai nyelv agglutináló, a kínai írásjegyekkel nehéz volt lejegyezni a költeményeket és emiatt többféleképpen is értelmezhetőek. 1900 előttről körülbelül 3600 szidzsovers maradt fenn. Azon kevés koreai lírai műfajhoz tartozik, melyet a kortárs modern költők is művelnek még.

## Jellemzői
Eredete nem tisztázott, elképzelhető, hogy a hjanggával (hyanggával) rokon, mások szerint a sámánhimnuszokból származtatható, de olyan vélemény is akad, ami szerint kínai eredetű. A szidzso három soros, az utolsó sor csattanót, fordulatot tartalmaz. A szidzsoverseket régen énekelték is, a legtöbbjük dallama is fennmaradt. Rövidségük ellenére egy-egy szidzsovers eléneklése akár három percet is igénybe vehet. A szidzso általában rím nélküli, mivel a koreai nyelv szórendje igen kötött. A mondatokat megtörni nem lehet, azaz nem kerülhet át másik sorba. A vers felépítése a következő: az első két sorban történik a téma megjelölése és kifejtése, majd a harmadik sorban következik a csattanó. A szidzso egy befejezett gondolatsort közvetít igen tömören és a csattanó segítségével gondolkoztatja el az olvasót. Standard formáját phjong-szidzsónak (pyeong-sijónak) nevezik.

A kéklő hegy az én szívem, a zöld folyó uram szerelme.
Zöld folyó bár tovafuthat, a kéklő hegy mozdulhat-é?
A zöld folyó sem felejtheti a kék hegyet – zokogva megy tovább.
A szidzsók többségének ismeretlen a szerzője, ebben közrejátszhat az is, hogy egyrészt rögtönzésként születtek, másrészt pedig gyakran politikai vagy más, érzékeny témával foglalkoztak. A 18. században megjelentek a hivatásos szidzsoénekesek, de a gésákhoz hasonló kiszeng (gisaeng)ek is művelték, közülük a legismertebb Hvang Dzsini.
A szidzso szót magát erre a típusú költeményre leginkább a 20. század elején kezdték el használni, jórészt Cshö Namszon (Choi Nam-seon) (최남선) (1890-1957) Kagokszon (Gagokseon) (가곡선, Válogatott énekek) című kötetének köszönhetően. 
A klasszikus szidzsoverseket több nyelvre is lefordították, angolra többen is, oroszra pedig Anna Ahmatova ültette át.